# Sublime (groupe)
Pour les articles homonymes, voir Sublime (homonymie).
Sublime est un groupe américain de rock, originaire de Long Beach, en Californie, actif de 1988 jusqu'au décès par overdose de son guitariste-chanteur Bradley Nowell en mai 1996, avant la sortie de l'album Sublime qui va rencontrer un important succès international. Le mélange des genres musicaux (tels que le reggae, ska, hip-hop, dub, et punk rock), l'humour et le décalage des textes mais aussi la fantaisie des reprises en font l'un des groupes les plus influents de la scène californienne des années 1990.
Le groupe se reforme en 2009 sous le nom de Sublime with Rome (en).

## Histoire

### Débuts (1988–1991)
De parents musiciens, Bradley « Brad » Nowell naît le 22 février 1968 à Long Beach, Californie. Il découvre la musique folk avec son père et ses oncles et fera ainsi ses premiers pas à la guitare et au chant. Ses parents divorcent lorsqu'il a dix ans et il part vivre à Orange, Californie, avec sa mère. Il revient s'installer avec son père à Long Beach en 1981.
Dans les années 1980, la ville offre une grande diversité ethnique et est aussi le lieu de rendez-vous de cultures indépendantes, comme le surf, le punk et le hip-hop. Bradley ne s'intéresse pas particulièrement à l'école, il est diagnostiqué comme souffrant d'ADD (ou trouble déficitaire de l'attention) et un traitement à la Ritaline lui est prescrit. Il découvre le reggae lors d'un voyage avec son père (Îles Vierges) et cette musique devient très vite une véritable passion pour le jeune guitariste.
Il forme dès l'âge de 13 ans son premier groupe, Hogan's Heroes. C'est ainsi que tout au long de ses années, il distille ses influences dans une musique originale et passionnée. Après un court passage à l'université, il abandonne ses études et décide de se consacrer pleinement à sa musique. En 1988, il forme le groupe Sublime avec Bud Gaugh et Eric Wilson, qu'il a rencontrés sur les bancs de l'université de Californie à Santa Cruz et à Long Beach, en Californie. Sublime se produit fréquemment sur le campus et devient de plus en plus connu.
En 1989, Bradley Nowell et Micheal Happoldt fondent le label indépendant Skunk Records, et en 1991 ils enregistrent en studio leur première cassette démo : Jah Won't Pay the Bills. Alors que le groupe s'apprête à partir en tournée, Bud Gaugh décide de suivre une cure de désintoxication à la suite d'un problème de drogue et Kelly Vargas le remplace temporairement.

### Succès (1992–1995)
En 1992, Sublime se concentre sur un album studio : 40 Oz. to Freedom, qui s'écoule à 60 000 exemplaires[réf. nécessaire] ; le groupe voit alors sa notoriété grandir en Californie du Sud. N'arrivant pas pour autant à obtenir un contrat satisfaisant avec un label, Bradley Nowell s'essaye à l'héroïne ; il explique que cela l'aide dans sa créativité artistique.
En 1994, le groupe sort avec Robbin' the Hood un album expérimental et riche d'influences. C'est, paradoxalement, l'album le plus représentatif et énigmatique de la musique de Sublime. Malgré l'attention des maisons de disques et un succès grandissant, les problèmes de drogues de Bradley Nowell ne s'estompent pas et il consomme toujours de la marijuana et de l'héroïne. Après de nombreux passages à la radio, le label MCA Records propose enfin une édition nationale de l'album 40 Oz. to Freedom.

### Séparation (1996)
En février 1996, Sublime entre au Willie Nelson’s Pedermales Studio à Austin, Texas. Ils enregistrent leur premier album avec MCA Records, qui devait porter le nom Killin' It ; la production est assurée par Paul Leary (le producteur de Marcy Playground et des Meat Puppets). Bradley Nowell se marie avec Troy Dendekker le 18 mai 1996, avec qui il a eu un enfant l'année précédente, Jakob James Nowell. Malgré plusieurs tentatives de désintoxication, Bradley n'arrive pas à vaincre son addiction à l'héroïne.
En préparation d'une tournée européenne prévue pour l'été 1996, le groupe part sur les routes de Californie pour cinq dates. Après un concert à Petaluma, en Californie, Bradley Nowell est retrouvé mort le 25 mai 1996, à l'âge de 28 ans, dans sa chambre d'hôtel par Bud Gaugh, à la suite d’une overdose d’héroïne. Il est incinéré, ses cendres sont déversées sur son spot de surf favori et une pierre tombale est érigée au Memorial de Westminster, Californie. Le 30 juillet 1996 sort l'album Killin’ It, mais il est finalement intitulé Sublime. C'est un véritable phénomène aux États-Unis où il se vend à plus de 5 millions d’exemplaires, ce sera le plus gros succès rock de l'année 1997[réf. nécessaire].

### Sublime with Rome (2008–2009)
En 2008, surgit la rumeur sur le fait que Bud et Eric joueraient sous le nom de « Sublime » avec Rome Ramirez, un chanteur-guitariste américain de 21 ans. En 2009, ce nouveau groupe joue un concert au Nevada qui est assez bien reçu. La même année, il joue au festival Smoke Out de Cypress Hill, où le groupe est là encore bien accueilli, mais les proches de Bradley Nowell lui intentent un procès : Bradley a déposé le nom « Sublime » avant sa mort et un juge empêche finalement le groupe d'utiliser ce nom.
Après des discussions entre les proches et le nouveau groupe, il prend le nom de Sublime with Rome. Le groupe joue alors beaucoup, souvent à guichet fermé, et tourne aux États-Unis, en Amérique du Sud et même en Europe. En 2011, il sort l'album Yours Truly qui contient le tube de ska-punk Panic, et finit une tournée avec 311.

### Post-séparation (depuis 1997)
En octobre 1997, Troy et la chanteuse Courtney Love collaborent avec l'organisation Partnership for a Drug-Free America sur une série de messages d'intérêt public pour la télévision visant à déglamouriser la consommation de drogues et à la dissocier de l'industrie musicale.
Le 5 juin 2013, il est annoncé que Sublime célébrerait le 25e anniversaire de leur premier concert (qui a eu lieu le 4 juillet 1988) avec la sortie de leur premier album live/film de concert. L'album, intitulé 3 Ring Circus - Live at The Palace, contient des séquences enregistrées lors d'un concert à Hollywood en 1995 et sort le 18 juin 2013. La version de luxe comprend des extras, notamment une affiche, un laissez-passer pour les coulisses et un film de concert séparé de la performance du groupe enregistrée en 1995 au Las Palmas Theatre.
Eric et Bud forment[Quand ?] le groupe Long Beach Dub Allstars avec d'autres artistes de Long Beach. Le groupe se sépare en deux en formant ainsi Long Beach Shortbus (dans lequel joue Eric) et Dubcat. Bud fait partie du groupe Eyes Adrift avec Krist Novoselic (ex-bassiste de Nirvana) et Curt Kirkwood (leader des Meat Puppets). Après un album, ce groupe se sépare.
En 2021, Sublime crée un projet de remix, Sublime Meets Scientist and Mad Professor Inna L.B.C., qui est publié numériquement le 12 juin. La nouvelle collection de huit chansons de Sublime est remixée par des musiciens de dub Scientist et Mad Professor. L'album sort d'abord sur CD en édition limitée pour le Record Store Day par Geffen Records. La version disque propose un pressage en vinyle jaune et les deux versions comportent une illustration de Tony McDermott, dont les illustrations ont orné les albums d'artistes tels que Eek-A-Mouse, Shabba Ranks et Shaggy. Une autre version est disponible en numérique et comprend deux titres bonus, Garden Grove Vocal Dub (Scientist Mix) et Hong Kong Phooey Dub (Mad Professor Mix), qui n'étaient pas inclus sur le vinyle du Record Store Day et qui ne sont disponibles que sur l'édition limitée du CD du Record Store Day.
En septembre 2022, un film sur l’histoire de Sublime est annoncé. Ce film bénéficie du support des membres survivants du groupe, Bud Gaugh et Eric Wilson qui sont les producteurs exécutifs. Francis Lawrence est réalisateur et Chris Mundy scénariste. Le film, n'a pas encore de titre. Le film est en production en 2023.

## Membres
- Bradley Nowell - chant, guitare (décédé)
- Eric Wilson - basse
- Bud Gaugh - batterie
- Lou Dog - chien de Bradley Nowell

## Discographie

### Albums studio
Certaines chansons de Sublime sont des reprises. Lorsque c'est le cas, le nom de l'interprète d'origine est écrit entre parenthèses après le nom de la chanson.

### Compilations
- 1998 : Greatest Hits (best-of)
- 2002 : 20th Century Masters : The Millennium collection
- 2005 : Gold
- 2003 : Everything Under the Sun (coffret de 3 CD et 1 DVD)
- 2011 : Icon
- 2011 : Yours Truly (sous le nom de Sublime with Rome)

### Démos
- 1991 : Jah Won't Pay The Bills (cassette démo)

## Apparitions dans les médias
La chanson Seed fait partie de la bande-son du jeu vidéo Tony Hawk's Underground.
What I Got et Doin' Time apparaissent dans plusieurs opus de la série Dave Mirra Freestyle BMX.
La chanson Santeria fait partie de la bande son du jeu vidéo Guitar Hero: World Tour. What I Got est également dans la playlist de Guitar Hero 5. On note également la présence de la chanson Wrong Way dans le jeu vidéo de roller Agressive Inline, et le jeu vidéo Watch Dogs 2.
La chanson What I Got est chantée par le personnage principal du jeu Saints Row: The Third dans la mission Steelport me voilà (ainsi que dans le générique de fin).

## Anecdotes
Louie, le dalmatien de Bradley, surnommé Lou-Dog (1989-2001), avait la particularité d'accompagner le groupe sur scène. Il est parfois cité dans les textes, est présent sur diverses pochettes d'albums et est également le héros du clip de Santeria.